# Betonara (jezero)
Jezero Betonara (točnije, skup jezera/šodrana i bara površine ukupno oko 4 hektara) kojima gospodari ŠRK "Đelekovec", nalazi se u Koprivničko-križevačkoj županiji na istočnom dijelu područja općine Đelekovec.

## Opis
Jezero je udaljeno od samog centra općine Đelekovec oko 1 km. Obala jezera (sjevero-zapadna i jugo-zapadna) najvećim je dijelom uređena i pristupačna. To je umjetno jezero nastalo iskapanjem šljunka i pijeska. Sjevero-istočna i istočna obala najvećim dijelom je obrasla visokim i niskim raslinjem, trskom, rogozom, ježincom i šikarom. Pristup vodi koja dolazi podzemno iz rijeke Drave je vrlo lagan na nekoliko desetaka ribičkih mjesta. Oko jezera su poljoprivredne površine i livade. Dno jezera i bara je šljunkovito, mjestimično muljevito i mjestimično više obraslo vodenom travom (krocanj) a ima i žutog i bijelog lopoča. Jezero se poribljava i bogato je skoro svim ribljim vrstama: posebno šaran (divlji/vretenasti i ribnjački/bezljuskaš), amur, obični grgeč i pastrvski grgeč bass, tolstolobik (bijeli/sivi glavaš), smuđ*?, som, štuka, linjak i ostala sitnija riba (unesene-alohtone invazivne vrste patuljasti som-američki som i sunčanica i koje obitavaju u ovom području -autohtonih vrsta crvenperka, žutooka-bodorka, bjelica-uklija i dr.). Zabranjena je uporaba čamaca.

## Galerija
- Betonara jezero